# Dabo Lama
Dabo Lama is een bestuurslaag in het regentschap Lingga van de provincie Riouwarchipel, Indonesië. Dabo Lama telt 3528 inwoners (volkstelling 2010).